# ジョン・E・マイルズ
ジョン・イースタン・マイルズ（英語: John Easten Miles、1884年7月28日–1971年10月7日）は、アメリカ合衆国の政治家。第12代ニューメキシコ州知事、連邦下院議員、ニューメキシコ州公有地委員長。

## 概要
マイルズは1884年7月28日、テネシー州ラザフォード郡マーフリーズボロで生まれた。1906年にニューメキシコ州に移り、クワイ郡エンディー近郊の農場で働き始めた。1917年にエンディーの郵便局長に就任。1918年にはエンディーで雑貨店を営み始め、教育委員会の委員も務めた。1920年にトゥクムカリに移り、同年中にクワイ郡評議員となった。その後、セクレタリー・オブ・ザ・ステートタックスコミッション（1925年-1927年、1931年-1934年）やニューメキシコ・デモクラット（the New Mexico Democrat）及びラスベガス・インディペンデント（the Las Vegas Independent）の編集委員として活躍した。
1938年、マイルズはニューメキシコ州知事選挙に民主党から出馬して当選し、翌年から第12代ニューメキシコ州知事に就任した。1940年にも再選を果たし、1943年まで務めたが、1944年には州知事選挙に出馬せず、州公有地委員長選挙に出馬。選挙では第8代州知事のリチャード・C・ディロン（共和党）との州知事経験者対決となったものの、4,000票以上の差をつけて当選する。1946年にも再選を果たしたが、1948年には定数2の[[ニューメキシコ州at-large districtから下院議員選挙に出馬。マイルズは民主党予備選挙で、現職議員2名（アントニオ・M・フェルナンデス、ジョージア・リー・ラスク）を含めた4候補と指名を争うことになったが、最多得票の34,469票（得票率29.3%）を得て党指名を確保した。総選挙でも最多得票の108,529票（得票率：29.8%）を獲得して当選し、フェルナンデスとともに民主党議員で下院議員定数を独占した。1950年には再び知事選に出馬したが、マイルズは83,359票（得票率：45.3%）に留まり、エドウィン・L・メカム（96,846票、得票率：53.7%）に敗れた。
1971年10月7日にニューメキシコ州サンタフェ郡サンタフェで死去。メモリアル・ローンズ・セメタリー（Memorial Lawns Cemetery）に埋葬された。